# Kaakkoinen suurpiiri
Kaakkoinen suurpiiri (en suédois : Sydöstra stordistriktet, en français : Superdistrict Sud-Est) est le superdistrict numéro 6 du Sud-Est d'Helsinki, la capitale de la Finlande. 
Sa population est de 46108 habitants et sa superficie de 25,84 km2.